# Agloolik
Dans la mythologie inuit, Agloolik est un esprit bienfaisant qui vit sous la glace et aide en permanence les chasseurs et les pêcheurs, agissant comme gardien tutélaire pour la protection des phoques. Si les chasseurs prient l'esprit avant de pêcher, il est dit qu'Agloolik bénit alors les chasseurs avec des proies.

## Dans la culture populaire
- Agloolik désigne également un personnage du jeu Final Fantasy XI, qui est représenté comme un esprit belliqueux du monde Vana'diel, où se situe l'action[4].
- Agloolik apparait sur une des cartes du jeu de cartes à collectionner Deus paru en 1996, il s'agit plus précisément de la carte 158 Agloolik dans la série des Eskimaux[5].

## Sources
1. ↑  Dictionary of Ancient Deities, Patricia Turner & Charles Russell Coulter, Oxford University Press, 2000
2. ↑  Spirits, Fairies, Gnomes And, Goblins: An Encyclopedia of the Little People, page 5
3. ↑  « Agloolik », sur Nightbringer.se, Veronica
4. ↑  Mob: Agloolik - Final Fantasy XI - somepage.com
5. ↑  Article avec intégralité des cartes Deus sur minouchecollection.com